# Мисс Вселенная 1985
Мисс Вселенная 1985 (англ. Miss Universe 1985) — 34-й ежегодный конкурс красоты, проводился 15 июля 1985 года в James L. Knight Convention Center, Майами, США. За победу на нём соревновалось 79 претенденток. Победительницей стала представительница Пуэрто-Рико — Дебора Карти Деу..

## Закулисье

### Место проведения и дата
В октябре 1984 года, владельцы торгового центра West Edmonton Mall, что в городе Эдмонтон, Канада были заинтересованы в проведении международного конкурса «Мисс Вселенная 1985». Данная попытка провести была после неудачной возможности проведения Мисс Вселенная 1984 в городе Калгари, Канада.
Организаторы конкурса красоты выбрали место проведения город Майами, штат Флорида во второй раз. Джордж Хончар, президент президент «Miss Universe Inc.», выразил разочарование по поводу отсутствия местной поддержки мероприятия, которое обошлось городу в 2 миллиона долларов.

### Отбор участников
В апреле 1985 года город Майами попросила организацию «Мисс Вселенная» настоять на том, чтобы участница от ЮАР не принимала участие в конкурсе из-за угрозы демонстраций по поводу политики апартеида в этой стране. В середине мая было объявлено, что Андреа Штельцер не будет отправлена на конкурс, поскольку опасается за её безопасность. Впервые с 1975 года страна не участвовала в конкурсе. Участница вернулась на него только в 1995 году. Андреа Штельцер (на половину немка, на половину южно-африканка) участвовала в конкурсе «Мисс Вселенная» в 1989 году в качестве Мисс Германия, где стала полуфиналисткой.

## Результаты

### Места
| Место               | Участница |
| ------------------- | --- |
| Мисс Вселенная 1985 | - Пуэрто-Рико — Дебора Карти Деу |
| 1-я Вице-мисс       | - Испания — Тереза Санчес Лопес |
| 2-я Вице-мисс       | - Заир — Кайонга Мурека |
| 3-я Вице-мисс       | - Венесуэла — Сильвия Мартинес Стапулионис |
| 4-я Вице-мисс       | - Уругвай — Андреа Лопес |
| Топ-10              | - Ирландия — Оливия Трейси - Канада — Карен Элизабет Тилли - Чили — Клаудия ван Синт Ян - США — Лаура Харринг - Бразилия — Марсия Гиаджио Канавес |

### Полуфинальные оценки
| \| Страна \| Средний балл, предварительно \| Интервью \| Купальник \| Вечернее платье \| Полуфинал, средний балл \| \| ----------- \| ---------------------------- \| ---------- \| ---------- \| --------------- \| ----------------------- \| \| Испания \| 8.251 (1) \| 8.793 (1) \| 9.331 (1) \| 8.660 (6) \| 8.928 (1) \| \| Заир \| 7.710 (9) \| 8.648 (3) \| 8.705 (3) \| 8.983 (3) \| 8.778 (2) \| \| Венесуэла \| 8.140 (2) \| 8.693 (2) \| 8.455 (5) \| 9.000 (2) \| 8.716 (3) \| \| Уругвай \| 7.824 (7) \| 8.560 (4) \| 8.805 (2) \| 8.730 (4) \| 8.698 (4) \| \| Пуэрто-Рико \| 8.035 (4) \| 8.365 (5) \| 8.536 (4) \| 9.057 (1) \| 8.652 (5) \| \| Ирландия \| 7.904 (6) \| 7.708 (8) \| 8.325 (7) \| 8.668 (5) \| 8.233 (6) \| \| Канада \| 8.091 (3) \| 8.261 (6) \| 8.148 (8) \| 8.021 (10) \| 8.143 (7) \| \| Чили \| 7.732 (8) \| 7.737 (7) \| 8.326 (6) \| 8.232 (7) \| 8.098 (8) \| \| США \| 8.016 (5) \| 7.650 (9) \| 7.538 (10) \| 8.164 (8) \| 7.784 (9) \| \| Бразилия \| 7.592 (10) \| 7.161 (10) \| 7.658 (9) \| 8.042 (9) \| 7.620 (10) \| | Победительница 1-я Вице-мисс 2-я Вице-мисс 3-я Вице-мисс 4-я Вице-мисс Топ-10 Полуфиналистки (#) Ранг в каждом туре конкурса |            |            |                 |                         |
| Страна | Средний балл, предварительно                                                                                                 | Интервью   | Купальник  | Вечернее платье | Полуфинал, средний балл |
| Испания | 8.251 (1) | 8.793 (1)  | 9.331 (1)  | 8.660 (6)       | 8.928 (1)               |
| Заир | 7.710 (9) | 8.648 (3)  | 8.705 (3)  | 8.983 (3)       | 8.778 (2)               |
| Венесуэла | 8.140 (2) | 8.693 (2)  | 8.455 (5)  | 9.000 (2)       | 8.716 (3)               |
| Уругвай | 7.824 (7) | 8.560 (4)  | 8.805 (2)  | 8.730 (4)       | 8.698 (4)               |
| Пуэрто-Рико | 8.035 (4) | 8.365 (5)  | 8.536 (4)  | 9.057 (1)       | 8.652 (5)               |
| Ирландия | 7.904 (6) | 7.708 (8)  | 8.325 (7)  | 8.668 (5)       | 8.233 (6)               |
| Канада | 8.091 (3) | 8.261 (6)  | 8.148 (8)  | 8.021 (10)      | 8.143 (7)               |
| Чили | 7.732 (8) | 7.737 (7)  | 8.326 (6)  | 8.232 (7)       | 8.098 (8)               |
| США | 8.016 (5) | 7.650 (9)  | 7.538 (10) | 8.164 (8)       | 7.784 (9)               |
| Бразилия | 7.592 (10) | 7.161 (10) | 7.658 (9)  | 8.042 (9)       | 7.620 (10)              |

### Специальные награды
| Премия                     | Участница                                                                                           |
| -------------------------- | --------------------------------------------------------------------------------------------------- |
| Лучший национальный костюм | - Колумбия — Сандра Евгения Борда Калдас - Испания — Тереза Санчес Лопес - Израиль — Хилла Кельманн |
| Мисс Конгениальность       | - Гуам — Люси Карбуллидо Монтинола                                                                  |
| Мисс Фотогеничность        | - Нидерланды — Бриджит Бергман                                                                      |
| Большое внимание от СМИ    | - Сальвадор — Джулия Хейди Мора                                                                     |

### Топ
| 1. Ирландия 2. Уругвай 3. Чили 4. Канада 5. Бразилия 6. Пуэрто-Рико 7. Заир 8. США 9. Испания 10. Венесуэла | 1. Уругвай 2. Заир 3. Испания 4. Пуэрто-Рико 5. Венесуэла |

## Фоновая музыка
- Открывающий номер: «New Attitude» — Патти Лабелль (Кавер-версия)

## Участницы
| - Аргентина — Янина Кастаньо - Австралия — Элизабет Роули - Австрия — Мартина Хайден - Багамские Острова — Клеопатра Аддерли - Барбадос — Элизабет Уодман - Бельгия — Анне ван дер Брок - Белиз — Дженнифер Вудс - Бермуды — Джаннел Надра Форд - Боливия — Габриэла Орозко - Бразилия — Марсия Жиажио Канавес де Оливейра - Виргинские Острова (Великобритания) — Дженнифер Леонора Пенн - Канада — Карен Элизабет Тилли - Острова Кайман — Эмили Херстон - Чили — Клаудия ван Синт Ян дель Педрегаль - Колумбия — Сандра Евгения Борда Калдас - Острова Кука — Essie Apolonia Mokotupu - Коста-Рика — Росибель Чакон Перейра - Кюрасао — Шейда Вебер - Кипр — Андри Андреу - Дания — Сьюзан Расмуссен - Доминика — Маргарет Роуз Кулс Лартиг - Доминиканская Республика — Мельба Висенс Белло - Эквадор — Мария Елена Штангль - Сальвадор — Джулия Хейди Мора - Англия — Хелен Уэстлейк - Финляндия — Марья Киннунен - Франция — Сюзанна Искандар - Гамбия — Батура Джаллоу - ФРГ — Штефани Ангелика Рот - Гибралтар — Карина Холландс - Греция — Сабина Дамианидис - Гуам — Люси Карбуллидо Монтинола - Гватемала — Перла Элизабет Прера Фрунвирт - Гаити — Ариэль Жанти - Нидерланды — Бриджит Бергман - Гондурас — Диана Маргарита Гарсия - Гонконг — Шаллин Тсе Минг - Исландия — Хана Брындис Йонсдоттир - Индия — Соня Валлиа - Ирландия — Оливия Мари Трейси | - Израиль — Хилла Кельманн - Италия — Анна Беатрис Попи - Япония — Хацуми Фуросава - Республика Корея — Чхои Ёунъ Ок - Ливан — Джойс Сахаб - Люксембург — Габриэль Кьярини - Малайзия — Агнес Чин Лай Хонг - Мальта — Фиона Микаллеф - Мексика — Иоланда де ла Круз - Новая Зеландия — Клэр Гленистер - Северные Марианские Острова — Антуанетта Мари Флорес - Норвегия — Антуанетта Мари Флорес - Панама — Джанетт Ивет Васкес Санхур - Папуа — Новая Гвинея — Кармел Ваги - Парагвай — Беверли Окампо - Перу — Мария Грасия Гальено - Филиппины — Джойс Энн Феллозас Бертон - Польша — Катажина Завидзка - Португалия — Александра Гомес - Пуэрто-Рико — Дебора Карти-Деу - Реюньон — Доминик де Лорт Сериньян - Шотландия — Жаклин Хендри - Сенегал — Шанталь Лубело - Сингапур — Лиана Чиок - Испания — Тереза Санчес Лопес - Шри-Ланка — Рамани Лиз Бартоломеуш † - Швеция — Карина Марклунд - Французская Полинезия — Хинарий Килиан - Таиланд — Тарнтип Понгсук - Тринидад и Тобаго — Бренда Джой Фейхи - Теркс и Кайкос — Мириам Коралита Адамс - Уругвай — Андреа Лопес - США — Лаура Мартинес-Херринг - Виргинские Острова (США) — Мудит Альда Хендерсон - Венесуэла — Сильвия Кристина Мартинес Стапулионис - Уэльс — Барбара Кристиан - Самоа — Трейси Михалевич - Югославия — Динка Делич - Заир — Кайонга Бенита Мурека Тете |

## Участие в других конкурсах красоты
- Мисс мира
  - 1984: Гибралтар, Ирландия (6-я Вице Мисс), Таити, Теркс и Кайкос и Югославия
  - 1985: Барбадос, Бельгия, Бермудские острова, Каймановы Острова, Финляндия, Голландия, Норвегия, Польша (полуфиналистка) и Заир (полуфиналистка)

- Мисс Интернешнл
  - 1983: Голландия (полуфиналистка)
  - 1984: Бельгия
  - 1985: Австрия, Дания, Германия, Гватемала, Северные Марианские острова и Польша (полуфиналистка)

## Примечание
1. 1 2  79 Women Vie For Miss Universe Crown. Associated Press. 15 июля 1985.
2. ↑  Edmonton's new focus. The Globe and Mail. 23 октября 1984. p. M1.
3. ↑  Miami Worried About Miss South Africa. The San Francisco Chronicle. Reuters. 2 апреля 1985.
4. ↑  Protest Fears Force Miss South Africa Out Of Miss Universe Pageant. Associated Press. 19 мая 1985.
5. ↑  South African representatives to Miss Universe. Pageant Almanac. Дата обращения: 21 апреля 2007. Архивировано 21 февраля 2006 года.
6. ↑  Leisner, Pat (13 мая 1985). Miss Texas, the New Miss USA, Will Represent USA in Miss Universe Pageant. Associated Press.